# 6-й Монетчиковский переулок
Шесто́й Моне́тчиковский переу́лок — улица в центре Москвы в Замоскворечье между 4-м Монетчиковским переулком и Валовой улицей.

## История
Названия Монетчиковых переулков появилось в XIX веке по местности Монетчики, в которой жили монетчики — работники Кадашёвского монетного двора.

## Описание
6-й Монетчиковский переулок начинается от 4-го Монетчиковского проходит на юг параллельно Новокузнецкой улице, пересекает 5-й Монетчиковский после чего выходит на Валовую улицу с внутренней стороны Садового кольца напротив Большой Пионерской улицы.

## Здания и сооружения
По нечётной стороне:
- № 19 — Гуманитарно-экологический институт; издательско-полиграфическая компания «Топтыгин».

По чётной стороне:
- № 8, строение 1 — банк «Кредит-Москва».